# Clitenososia
Clitenososia is een geslacht van kevers uit de familie bladkevers (Chrysomelidae).
De wetenschappelijke naam van het geslacht werd in 1931 gepubliceerd door Laboissiere.

## Soorten
- Clitenososia flava (Laboissiere, 1940)
- Clitenososia fulva (Laboissiere, 1922)
- Clitenososia maculicollis Laboissiere, 1931